# Venus Fly Trap LP
Venus Flytrap LP è il quattordicesimo album studio di Esham. È stato pubblicato il 4 dicembre 2012.

## Tracce
1. Vertigo
2. Cyanogenis Glycoside
3. Bath Salts
4. Thiosulphate
5. Wolfsbane
6. Monkshood'
7. Dolls Eyes
8. Devils Cherry
9. Cyanobacteria
10. Poison Snakeweed
11. Xanthium
12. Intermittent Fasting
13. Delosperma Acuminatum
14. Acacia Polycantha
15. Zanthoxylum Arborescens
16. Echinopsis Peruviana
17. Dionaea Muscipula
18. Salvia Divinorum
19. Pandanicide
20. Sinicuichi
21. Peyote
22. Claviceps
23. Neurolathyrism
24. Tetrodotoxin
25. Silene Capensis
26. Scopolamine
27. Higgs Boson
28. Tetrahydrocannabinol
29. Myristicin
30. Brainwreck
31. C2H5OH